# フォンテーヌブロー条約 (1762年)
フォンテーヌブロー条約（フォンテーヌブローじょうやく、仏: Traité de Fontainebleau, 西: Tratado de Fontainebleau, 英: Treaty of Fontainebleau）は、1762年11月13日に締結された、フランス王国とスペイン王国の間の秘密条約。
条約により、フランスはルイジアナをスペインに割譲した。

## 概説
この条約は、北米におけるフレンチ・インディアン戦争の最後の戦闘である1762年9月のシグナルヒルの戦いによりイギリスのカナダ支配が確定した後に締結された。フレンチ・インディアン戦争と連動したヨーロッパの七年戦争はまだまだ続いていた。すでにカナダを失ったフランス王ルイ15世はスペイン王カルロス3世に、フランスがスペインに「ルイジアナとして知られるカントリー、ヌーベル＝オルレアンおよび同市が位置している島嶼」を割譲することを提案した。カルロス3世は11月13日に提案に同意した。
条約は「ルイジアナ」全体を割譲した。すなわち、ミシシッピ川流域の全て、アパラチア山脈からロッキー山脈までが含まれた。条約はフランスとイギリスの講和交渉とパリ条約締結のときでも公開されなかった。
フランスとイギリスの間のパリ条約はルイジアナをミシシッピ川を境界に二分した。東半分がイギリスに割譲され、西半分とヌーベル＝オルレアンはフランス領のまま残った。スペインはすでに西半分の領有を知っていたため、イギリスによる東半分の領有には異議を唱えなかった。また、パリ条約ではスペインがフロリダをイギリスに割譲したため、西ルイジアナがその補償ともいえる。
パリ条約ではフランス出身の植民者がイギリスの支配下に入りたくない場合、フランス植民地への自由な移住を18か月間許可した。多くの植民者はルイジアナに移住したが、彼らはこのときにはルイジアナがスペインに割譲されることは知らなかった。
スペインへのルイジアナ割譲は1764年に公表された。1764年4月21日、ルイ15世はフランス領ルイジアナ総督ジャン＝ジャック・ブレーズ・ダバディーに手紙を書き、割譲を明かした。
しかし、西ルイジアナの植民者は割譲を受け入れず、1768年ルイジアナ反乱でスペインから派遣された総督を追い返した。アイルランド出身のアレハンドロ・オレイリーが反乱を鎮圧し、スペインの統治は1769年に正式に始められた。
ルイジアナの獲得により北米におけるスペイン帝国が一体となった。アメリカ合衆国がアメリカ独立戦争に勝利した後、1783年のパリ条約でフロリダをスペインに返還した。これにより、メキシコ湾沿岸は全てスペインの領土となり、西へは太平洋海岸まで、北へはミシシッピ川西岸においてカナダとの境界までという広大さとなった。